# So Young

So Young est un morceau extrait de l'album Talk on Corners du groupe de rock irlandais The Corrs. Écrit par Sharon Corr, il s'agit d'un morceau au sujet de ses parents, Jean et Gerry Corr, dont elle pensait qu'ils resteraient « toujours jeune » (Forever Young). La chanson, sortie en single, a atteint la 29e place en Irlande et la 6e au Royaume-Uni.
So Young a été enregistré en 1997 et se trouve sur la 6e piste de l'album. Le groupe a dû se battre avec leur label afin d'inclure la chanson sur l'album, une décision justifiée par sa popularité.

## Clip vidéo
Les Corrs ont tourné le clip vidéo à Chicago lorsqu'ils étaient en tournée aux États-Unis à ce moment-là (21 octobre 1998). Le clip est tourné autour de la sculpture monumentale connue sous le nom de Flamingo, construite en 1974 sur la Federal Plaza.